# Birjand
Birjand (persiska: بیرجَند) är en stad i östra Iran. Den är administrativ huvudort för delprovinsen Birjand och provinsen Sydkhorasan och har cirka 200 000 invånare.